# Margareta Grafström
Vilma Margareta Grafström, född Eklund 19 december 1922 i Kiruna, död 26 augusti 2018 i Härnösand, var en svensk lärare och lokalhistoriker.
Margareta Grafström var dotter till prästen Johannes Eklund  och läraren Vilma Eklund och växte upp i Jukkasjärvi församlings prästgård. Hon tog studentexamen i Kiruna och utbildade sig till småskollärare på småskoleseminariet i Härnösand. Hon gifte sig med Stig Grafström 1945 och paret fick fyra barn. 
Margareta Grafström bodde i Hälletorp/Bondsjö i Härnösands kommun och var aktiv i Säbrå hembygdsförening och som lokalhistoriker sedan början av 1970-talet. Hon publicerade bland annat lokalhistoriska essäer om traditioner i Ångermanland.
Margareta Grafström fick Johan Nordlander-sällskapets kulturpris 1990. Hon är begravd på Säbrå kyrkogård.